# 向罗马进军

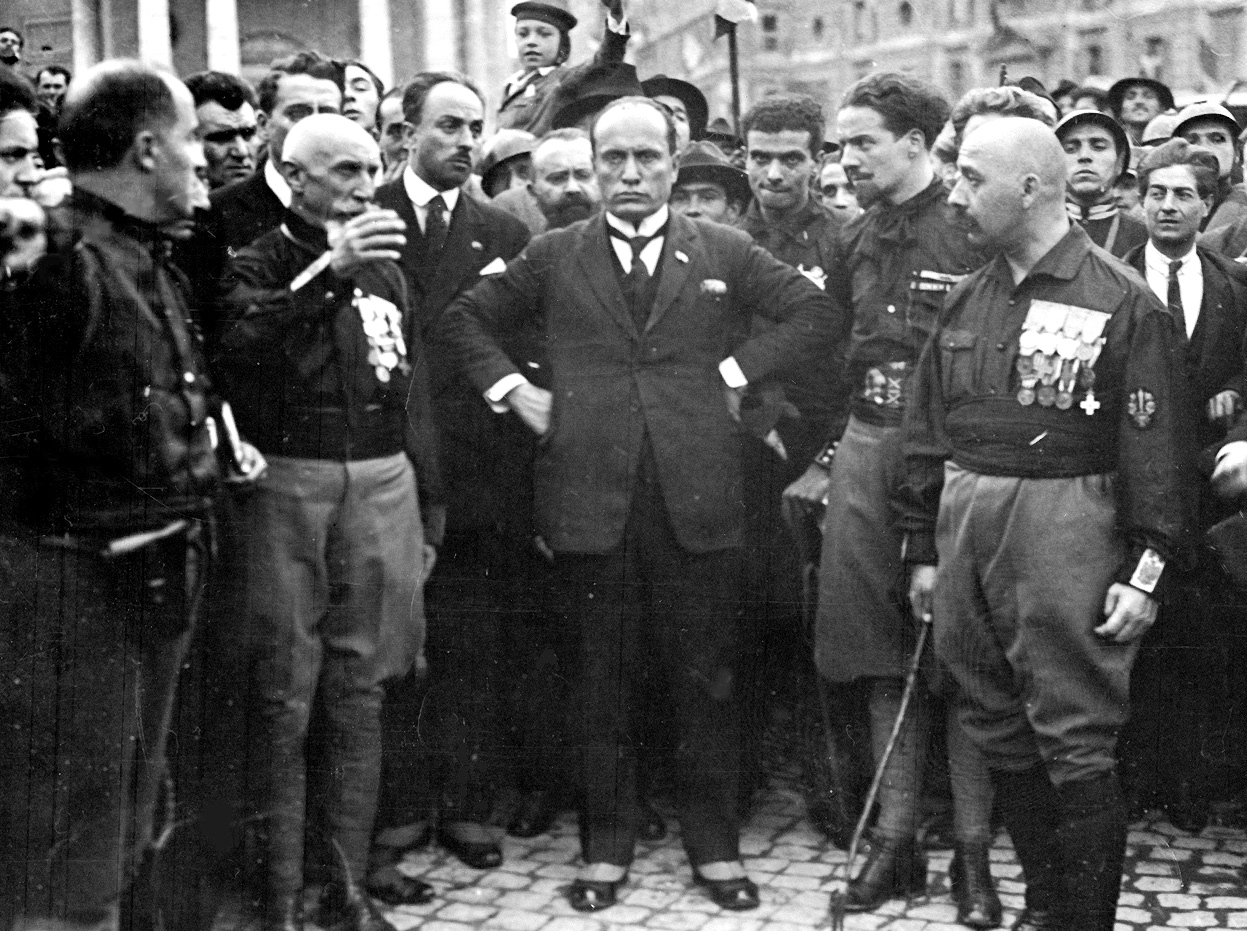
貝尼托·墨索里尼發動不流血政變，成功奪取国家政权。

向罗马进军（義大利語：Marcia su Roma），又称進軍羅馬，是1922年10月28日，貝尼托·墨索里尼因不滿在1921年意大利國會選舉中，法西斯黨只取得535席中的105個議席，而號召3萬名支持者（俗稱黑衫軍）進入羅馬的示威事件。此事件不但使意大利国王艾曼紐三世任命墨索里尼為首相，也讓全世界瞭解了法西斯的實力，是国家法西斯党成功夺取意大利政权的标志。

## 過程

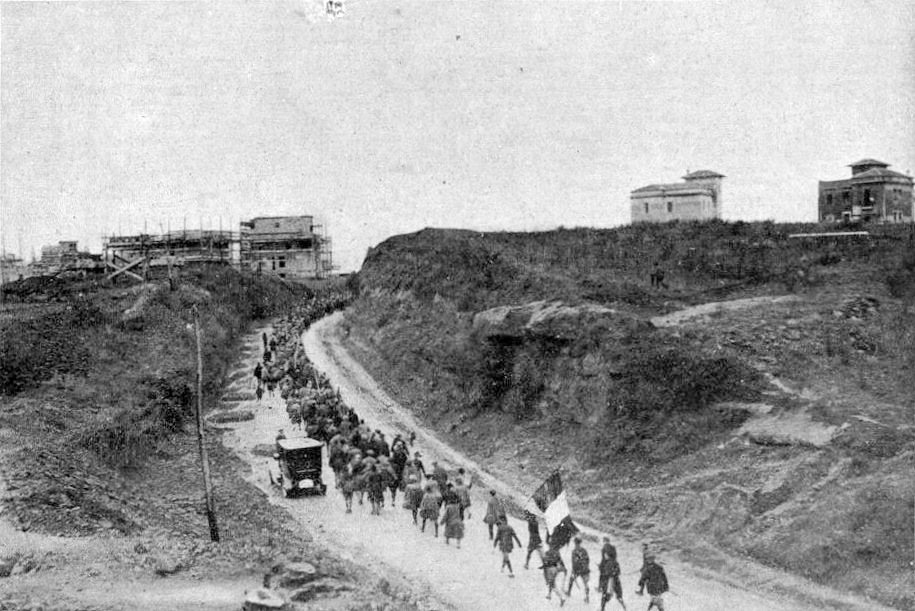
法西斯黨支持者進入羅馬

1922年10月24日，墨索里尼在那不勒斯向法西斯黨演讲后，决定采取强硬措施进行夺权。同时他害怕继续等待会导致喬利蒂窃取他的地位。
在10月底墨索里尼安排四万名穿黑衫的法西斯黨眾（俗稱黑衫軍），組成四個師向罗马挺进。意大利皇家陸军和警察的指挥官們保持中立，並不驅逐他們。法西斯的报纸《意大利民族报》刊登了大字标题“军队與黑衫军联合起來！”。
首相法克塔想要宣佈戒嚴令和派遣意大利皇家陸军阻止墨索里尼，而這一宣佈在生效前需要國王艾曼紐三世的簽署，但國王沒有簽署因為他害怕意大利爆發內戰。國王隨後於10月30日授權墨索里尼组建一個新的內閣。
11月1日，艾曼紐三世檢閱了遊行經過國王官邸奎里納萊宮的黑衫軍步兵小隊，黑衫軍一邊遊行一邊向國王行羅馬式敬禮。